# Admiral T
Admiral T, pseudonimo di Christy Campbell (Les Abymes, 29 marzo 1981), è un cantante e rapper francese di origine guadalupana. La sua musica è principalmente reggae.

## Biografia
Admiral T, nato in una famiglia molto numerosa, entra a 16 anni nel gruppo dancehall Karukera Sound System; esce dal gruppo nel 2003 per tentare una carriera da solista, con l'uscita di Mozaïk Kréyòl. L'album ha abbastanza successo da uscire nuovamente con Universal Record, con cui è diventata una hit in Europa, soprattutto in Francia.
Nel 2005 Admiral T appare nel film Nég Maron. L'anno successivo esce il suo nuovo album, Toucher L'Horizon, con cui ha avuto anche un proficuo guadagno. Passa gran parte del 2007 in Francia, a Londra e nelle Indie Occidentali per il Fos a peyi la Tour (che prende il nome dal singolo prodotto insieme a Kassav).
Nel 2008 lancerà una linea di abbigliamento, Wok line, che è anche il nome di un nuovo album. Admiral T è candidato per lo Skyrock Music Award 2008.

## Discografia

### Album
- 2003 - Mozaïk Kréyòl
- 2006 - Toucher L'Horizon

### Singoli
- 2002 - Gwadada
- 2004 - Dancehall X-Plosion, featuring Pearl
- 2006 - Les Mains En L'Air, featuring Diam's

### Mixtape
- Mek It Happen (2002)
- Killa Session (2002)
- Ti Moun Ghetto (2004)
- Determiné Dèpi Piti (2005)
- Flagada Smokey (2006)
- Dancehall Festival (2006)
- Good To Mixx vol.2 (2006)
- The Big Champion (2006)
- Reyel Champion Soti Gwada (2007)
- Ti Moun Ghetto 2 (2007)
- The King Of The Dancefloor (2007)

### Compilation
- Ragga Kolor (2002)
- Dancehall Clash (2002)
- Ragga Dancehall N°1 (2003)
- Groovin Attitude (2004)
- Ragga Masters (2004)
- Génération Rap RnB vol. 2 (2004)
- Exclusif Admiral T (2005)
- Ninety Seven K-Ribbean (2005)
- Unis-Sons (2005)
- Reggae Bashement (2006)
- Total Reggaeton 2 (2006)
- Generation Dancehall (2007)
- Coupé Décalé Mania (2007)

### Collaborazioni
- 1848 dei Karukera Sound System (1998)
- Special Request dei Karukera Sound System (2000)
- Caribbean Sessions dei Karukera Sound System (2005)
- Ma vision di Saël (2005)
- Émancipé di Vibe (2005)
- Dans Tes Rêves di Disiz la Peste (2005)
- Soné Ka-La di Jacques Schwarz-Bart (2006)
- Face A La Réalité di Saik (2007)
- XXL di Neg'Marrons (2008)

## Filmografia

### Film
- Nèg Maron of Jean-Claude Flamand Barny (2005)
- Le Mur du Silence of Jean-Claude Flamand Barny (2008)

### Concerti
- Le Grand Méchant Zouk (2006)

### Reportage
- Mozaïk Kréyòl (2004)
- Toucher L'Horizon (2006)

### Clip
- Rapide (1998)
- Rendez-Vous, featuring Curtis (2000)
- Youth Attack, featuring Curtis (2001)
- So Strong, Savage Riddim (2002)
- Otantik, Hum Riddim (2002)
- Le Bien Et Le Mal, featuring Tiwony & Curtis (2002)
- Gwadada (2002)
- Lov', featuring Little Espion (2003)
- Rèv An Mwen (2003)
- Move Together, featuring Square One (2003)
- Dancehall X-Plosion, featuring Pearl (2004)
- Ok, featuring Saik (2004)
- Mets Nous A L'Aise, featuring Saël (2005)
- Lanmou Épi Respè (2006)
- Fos A Péyi La, featuring Kassav' (2006)
- Les Mains En L'Air, featuring Diam's (2006)
- Ti Moun Ghetto (2007)